# Дар (Игра престолов)
«Дар» (англ. The Gift) — седьмой эпизод пятого сезона фэнтезийного телесериала канала HBO «Игра престолов», и 47-й во всём сериале. Сценарий к эпизоду написали создатели шоу, Дэвид Бениофф и Д. Б. Уайсс, а режиссёром стал Мигель Сапочник. Премьера состоялась 24 мая 2015 года.

## Сюжет

### На Стене
Джон (Кит Харингтон) освобождает от оков Тормунда (Кристофер Хивью) и вместе с ним и несколькими разведчиками отправляется в Суровый Дом, несмотря на возражения сира Аллисера (Оуэн Тил). Перед отъездом Сэм (Джон Брэдли) даёт Джону мешок с оружием из драконьего стекла, напоминая про его пользу против Белых Ходоков. Позже Сэм и Лилли (Ханна Мюррей) навещают заболевшего мейстера Эймона (Питер Вон). C наступлением темноты Эймон умирает, и утром Сэм произносит надгробную речь, перечисляя заслуги покойного перед Дозором перед тем, как зажечь его погребальный костёр. Позже в столовой Лилли подвергается нападению двух братьев, но Сэм и волк Джона, Призрак, приходят ей на помощь. Сэм жестоко избит, и Лилли заботится о нём, после чего они занимаются сексом.

### На Севере
В Винтерфелле Вонючка (Альфи Аллен) приносит еду избитой Сансе (Софи Тёрнер), запертой Рамси в своей опочивальне. Она умоляет его помочь, прося зажечь свечку на вершине сломанной башни, с целью послать сигнал Бриенне и Подрику. Вместо этого Вонючка рассказывает всё Рамси (Иван Реон), который за это распинает и живьём сдирает кожу со старой служанки, которая передала Сансе, как вызвать помощь сигналом. Пока Рамси показывает её мёртвое тело, не скрывая, что это Вонючка осведомил его, Санса незаметно крадёт стальной бурав рабочего, ремонтирующего замок. Тем временем Бриенна (Гвендолин Кристи) и Подрик (Дэниел Портман) безрезультатно ожидают сигнала на заснеженной опушке леса.
Неподалёку отряды Станниса (Стивен Диллэйн) установили лагерь на время снежной бури. Давос (Лиам Каннингем) встречается со Станнисом и говорит ему, что припасы, как и лошади, кончатся к зиме. Группа наёмников Штормовые Вороны покинули войска этой ночью. Давос предлагает вернуться в Чёрный Замок, но Станнис отвечает, что это задержит их на несколько лет, так как зима в Вестеросе может длиться годами. После ухода Давоса Станнис спрашивает Мелисандру (Кэрис ван Хаутен), уверена ли она в их победе. Мелисандра намекает королю, что следует принести принцессу Ширен (Керри Инграм) в жертву, чтобы получить расположение Владыки Света, но тот резко отвергает эту идею.

### За Узким морем
Работорговцы продают Джораха Мормонта (Иэн Глен) миэринийскому дворянину Еззану зо Каггазу (Энцо Чиленти). Прежде чем Еззан уводит Джораха, Тирион (Питер Динклэйдж) убеждает приобрести также и его, показывая мастерство в борьбе, атакуя цепью надсмотрщика, который избивал Тириона кнутом во время их перехода на аукцион рабов. В Миэрине Дейенерис (Эмилия Кларк) и Даарио (Михиль Хаусман) обсуждают её предстоящий брак с Хиздаром зо Лораком (Джоэл Фрай). Даарио советует ей убить всех дворян Миэрина, когда бойцовые ямы будут вновь открыты, но она отказывается. Еззан берёт своих бойцов в Миэрин, где они дерутся на глазах у Дейенерис. Когда Джорах понимает, что здесь присутствует Дейенерис, он выходит на арену Ямы и с лёгкостью побеждает остальных бойцов. Дейенерис приказывает убрать его с её глаз. Джорах говорит ей, что он принёс ей подарок, и тут на арене появляется Тирион и представляется и без того ошарашенной Дейенерис.

### В Дорне
Мирцеллу (Нелл Тайгер Фри) привели поговорить с Джейме (Николай Костер-Вальдау). Она спрашивает, почему он пришёл забрать её обратно в Королевскую Гавань, ведь она хочет остаться и выйти замуж за Тристана. В клетках Бронну (Джером Флинн) демонстрирует свои прелести Тиена Сэнд (Розабелла Лауренти Селлерс) и сообщает, что её кинжал, которым она порезала ему руку, был отравлен. Он начинает умирать от медленно действующего яда, но Тиена, вынудив его назвать её самой красивой женщиной в мире, даёт ему противоядие.

### В Королевской Гавани
В Септе Бейелора Оленна Тирелл (Дайана Ригг) встречается с Его Воробейшеством (Джонатан Прайс), чтобы обсудить заключение её внука Лораса (Финн Джонс) и внучки Маргери (Натали Дормер). Она требует, чтобы их освободили, но он отказывается, заявив, что они будут наказаны за свои преступления. Его Воробейшество говорит ей, что законы Веры для всех одинаковы. Сперва Оленна пытается подкупить его, а затем угрожает вызвать недовольство жителей столицы путём прекращения поставок продовольствия от Тиреллов. На выходе Оленна получает письмо от Петира Бейлиша (Эйдан Гиллен). В Красном Замке Томмен (Дин-Чарльз Чэпмен) страдает от осознания своей неспособности помочь Маргери. Серсея (Лина Хиди) предлагает поговорить с Его Воробейшеством вместо него и попросить освобождения Маргери и Лораса.
Петир встречается с Оленной в одном из своих разграбленных борделей, где между ними происходит напряжённый разговор. Оленна напоминает Петиру о роли, которую они оба сыграли в убийстве Джоффри, и предупреждает, что если её дом падёт, она не будет держать причастность Бейлиша в секрете. В Септе Серсея встречается с Маргери и приносит ей еду, но Маргери отказывается. Затем Серсея встречается с Его Воробейшеством, и после краткого разговора о Маргери и Лорасе он приказывает взять её под стражу за прелюбодеяние с кузеном Ланселем (Юджин Саймон).

## Производство

### Сценарий
Сценарий этого эпизода был написан Дэвидом Бениоффом и Д. Б. Уайссом, создателями сериала. Он включает содержимое романов Джорджа Р. Р. Мартина, «Пира стервятников», глав Сэмвелл II, Сэмвелл IV и Серсеи X, и «Танца с драконами», глав Королевский трофей, Тирион X и Дейенерис IV.
Как и другие эпизоды пятого сезона, этот эпизод значительно отличается от романов Мартина в некоторых местах. Смерть Эймона происходит в Чёрном Замке, а не в море, на что Майлз Макнатт из A.V. Club отмечает «устанавливает сдвиг стражи в Чёрном Замке и подчёркивание возрождения Сэма как более значимого персонажа.» Рецензенты из Atlantic одобрили решение того, чтобы Тирион действительно встретился с Дейенерис, что пока не произошло в «Танце с драконами». Дэвид Бениофф описал быстрый темп телевизионной адаптации как часть обоснования этого решения.

### Съёмки
Режиссёром «Дара» стал Мигель Сапочник. Эта была его первая режиссёрская работа в «Игре престолов»; он также снял следующий эпизод, «Суровый Дом».

## Реакция

### Рейтинги
«Дар» посмотрели 5.40 миллионов зрителей во время первого показа. Согласно Business Insider, возможные причины снижения рейтингов включают решение включить эпизод в эфир в День памяти (выходной, который был пропущен в предыдущих сезонах) и люфт в сцене изнасилования в предыдущем эпизоде, «Непокорные, несгибаемые, несломленные», который заставил некоторых фанатов сказать, что они перестанут смотреть шоу.

### Реакция критиков
Эпизод получил рейтинг 91% на Rotten Tomatoes, со средним рейтингом 7.6/10, и его консенсус: «„Дар“ является забитым очередным взносом, который обеспечивает долгожданными сюжетными поворотами с удовлетворением, хотя он продолжает тревожную тему из предыдущего эпизода.» Эрик Каин из «Forbes» назвал его «потрясающим, захватывающим, напряжённым эпизодом», хотя, как Майлз Макнатт из A.V. Club, он поставил под сомнение «анемичную» сюжетную линию в Дорне и беспричинность наготы Тиены в сцене в тюрьме.

### Награды и номинации
| Год  | Награда                  | Категория                                           | Номинант(ы)                            | Результат |
| ---- | ------------------------ | --------------------------------------------------- | -------------------------------------- | --------- |
| 2015 | Прайм-тайм премия «Эмми» | Лучшая приглашённая актриса в драматическом сериале | Дайана Ригг за роль леди Оленны Тирелл | Номинация |